# Superpuchar Polski w Koszykówce Mężczyzn 2010
Superpuchar Polski w koszykówce mężczyzn 2010 – mecz koszykówki, w którym udział wzięli:  mistrz Polski z sezonu 2009/2010 - Asseco Prokom Gdynia, a także zdobywca Pucharu Polski z tego samego sezonu - AZS Koszalin. Spotkanie odbyło się w środę 6 października 2010 w Gdyni. Spotkanie było uroczystą inauguracją rozgrywek koszykarskich w Polsce w sezonie 2010/2011. Mecz został pokazany na żywo w TVP Sport.
| Asseco Prokom Gdynia | 89:78 | AZS Koszalin |

| (26:26, 21:19, 25:8, 17:25) |